# FFP标准
EN 149是一个欧洲口罩測試和標識标准。此類口罩通常要遮住鼻子、嘴巴和下巴，可能有些還帶有呼吸閥。EN 149將口罩分為三个等级，分別为FFP1（至少能过滤空气中80%的的顆粒）、FFP2（至少能过滤空气中94%的的顆粒）和FFP3（至少能过滤空气中99%的的顆粒）。此外根据口罩的过滤效率，EN 149还将口罩分为「仅可单次使用」（NR）或 「可重复使用」（R）。